# 本票

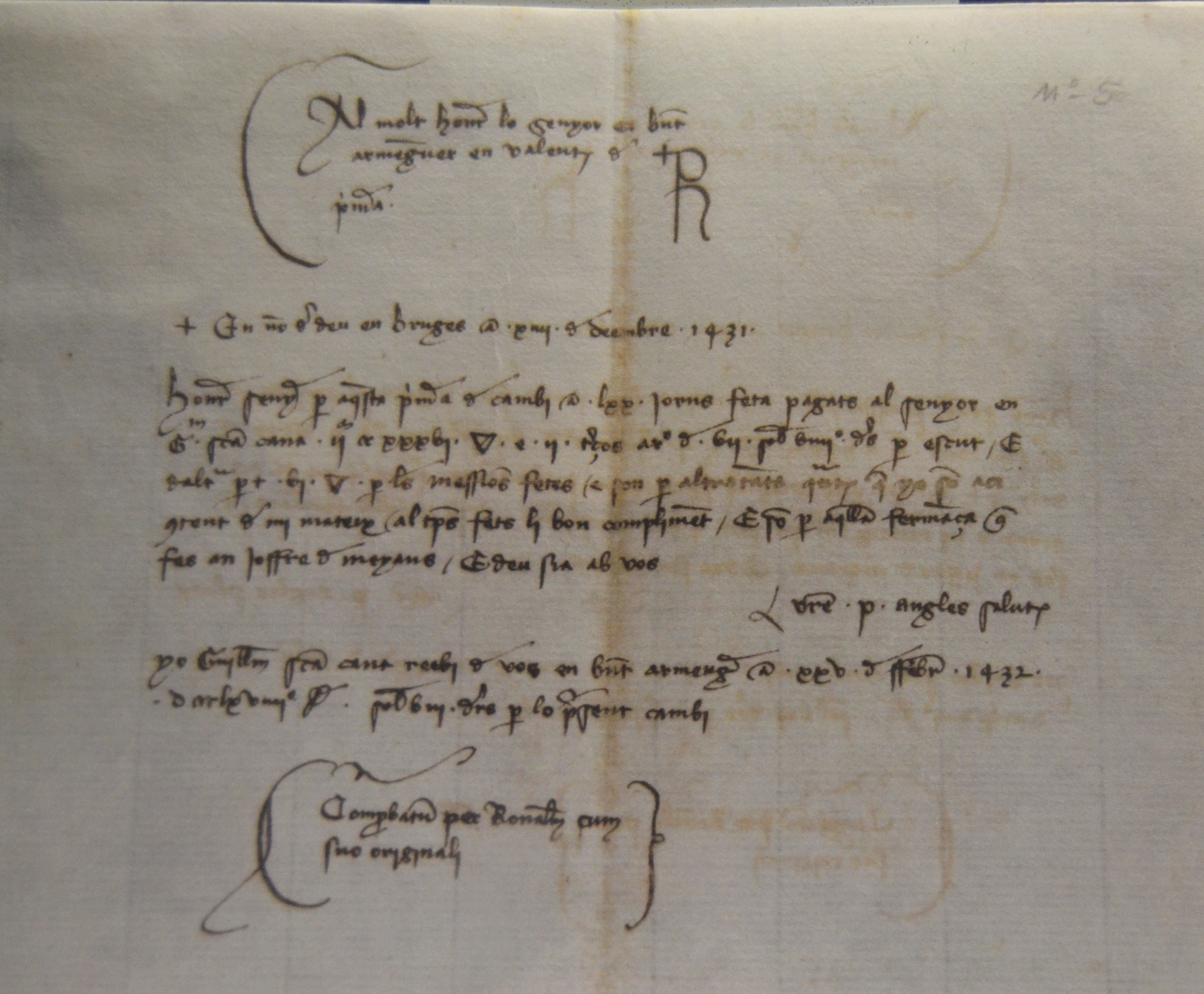

本票，又称期票，是由一人签发给另一人的一种书面承诺，保证自己在約定的日期或见到此票据时，无条件支付确定的金额给特定的人或其指定的人。因此，本票也称为“允诺付款的票据”（Promissory note）。合法銀行、合法公司，他們藉著本票借予他人財產，由於本票擁有法律效力，所以可以保障雙方權益，本票並非負面，而是被不法分子或組織利用這些具有法律效力的本票拿去放高利貸，所以常會被人灌輸負面看法。
本票与欠条的区别在于，前者承诺一定付款，后者仅仅只是承认债务的存在。
在现代金融体系中，本票是一种重要的信用工具，可以背書转让，从而在市场中流通，因此在各国均有相关法律进行规范。
本票的票面内容一般包括收款人名称、无条件支付的承诺、确定的金额、票面利率（如有）、付款期限（未注明期限则为见票即付）、出票人签章。
由银行签发的本票称为銀行本票（Cashier's cheque），银行本票一般都是见票即付。由于银行一般有比较可靠的资金保证，因此银行本票在实践中等同于现钞使用。
由工商企业或个人签发的本票，有时也被称为一般本票或商业本票，种类比较多，其信用度较银行本票較低，流通性较差。

## 特殊规定
- 中华人民共和国

中华人民共和国对本票的使用限定比较严格，仅允许签发见票即付的银行本票，其他机构与个人不能签发本票，且银行本票只能在同一票据交换区域内使用。但在2007年，中国大陆的银行本票业务已经向普通人开放。利用本票进行资金转账，既方便又节省费用。
- 中華民國（臺灣）

台湾的本票規定較為空泛，只要是本票格式的紙張雙方簽署後就有法律效力，受款一方可以在違約時不經由法院官司直接用存查方式申請強制執行對方財產，也成為一些地下錢莊社會亂象和犯罪的根源，但好處是社會上有一種強力又易於執行、易於理解的商業承諾系統，加速了經濟發展。而2017年下半年起鑒於本票相關的犯罪、詐騙事件多發，金管會擬修正《票據法》降低其效力，以後銀行擔當付款之本票才有免訴訟直接執行效果，其餘本票則無。